# Stanislav Sukhina
Stanislav Valerjevitj Sukhina (Russisk: Станислав Валерьевич Сухина) (født 16. august 1968) er en russisk fodbolddommer. Han har dømt internationalt under det internationale fodboldforbund FIFA siden 2003, hvor han er indrangeret som kategori 3-dommer, der er det fjerdehøjeste niveau for internationale dommere. Tidligere har han været indplaceret som kategori 2-dommer.

## Kampe med danske hold
- Den 30. juli 2008: Kvalifikation til Champions League: AaB – Modriča 5-0.
- Den 29. juli 2010: Kvalifikation til Europa League: FC Nordsjælland – Sporting Lissabon 0-1.